# Оїлей
Оїле́й (грец. Oileus) — володар опунтійських локрів (Q27927544: king of Phocis), батько Аякса Оїліда й Медона, учасник походу аргонавтів.
Оїлей був сином царя локрів Одоедока та Агріаноми, дочки Аїда та Персефони.
Згідно з Гомером, Оїлей був одружений з Еріопідою від якої мав сина Аякса, однак в схоліях до Іліади зазначалося, що дружиною Оїлея та матір'ю Аякса була Алкімаха. Інші схоласти писали, що Алкімаха це інше ім'я Еріопіди. Візантійський філолог Іоанн Цец приводив три різних варіанти: Еріопіда, Алкімаха та Астіоха, дочка Ітіла.
Також Оїлей мав незакононародженого сина Медона, який згідно з найбільш поширеною версією був сином від зв'язку з німфою Реною, однак деякі схоласти називали його матір'ю Алкімаху. Псевдо-Гігін називав Рену також матір'ю Аякса.
Стародавні догомерівські святилища Аякса Еантейони існували в Троаді, на Міконосі, у Візантії та інших прибережних місцях Еллади. За однією з версій, локри, які брали участь у колонізації малоазійського узбережжя, пов'язали походження Аякса Меньшого із легендарним троянським царем Ілом. Згодом це ім'я трансформувалося на іншого міфологічного персонажа Оїлея.
В Іліаді присутній ще один Оїлей, возничий троянця Біанора, обидва вони були вбиті Агамемноном. 